# Ахерон
- Ахерон (грч. Αχέρων) је у грчкој митологији „река бола“ у Хаду.
- Бог Ахерон (грч. Αχέρων) у грчкој митологији је бог који чува реку Ахерон, реку подземног света Хада. Његова дојкиња је била авет Мормолика.
- Ахерон река у северозападној Грчкој, у близини Парге.

## Митологија
Ахерон је у „река боли“ у подземном свету Хаду преко које је Харон у своме чамцу превозио душе умрлих. Била је једна од пет река грчког подземља.
Многа дела, укључујући и Дантеов Инферно описују и приказују Ахерон као улаз у подземни свет и приказују Харона како превози душе мртвих преко њега. Каснији римски писци реку називају Стикс, можда пратећи географију Вергилијевог подземног света у Енеиди, где је Харон повезан са обе реке.

## О Ахерону
- Платон је у свом делу Федону описао Ахерон као друга највећу реку на свијету. По Платону највећа река је Океан. Он је тврдио да је река Ахерон текла испод земље и пустиња, и то у супротном смеру од Океана.
- Данте у Божанственој комедији у делу о Паклу, описује да је Ахерон река која је на граници између пакла и претпакла.
- У шестој књизи Енејиде, Вергилије помиње реку Ахерон, заједно са описима свих осталих река.

Појам Ахерон се често користио као синоним за подземни свет бога Хада.